# Todos los hombres sois iguales (film)
Todos los hombres sois iguales è  un film spagnolo del 1994 diretto da Manuel Gómez Pereira.

## Trama
Durante un volo, il pilota di aerei Joaquín conosce l'architetto Juan Luis e il giornalista sportivo Manolo, due passeggeri che, come lui, si sono appena separati dalle proprie mogli. I tre fanno presto amicizia e decidono di condividere un appartamento insieme, dato che le mogli li hanno cacciati di casa dopo aver scoperto le loro infedeltà.
Tra loro si instaura un legame cameratesco, in cui tra scherzi e leggerezza, si promettono che nessuna donna sarà in casa per più di una notte. L'unica presenza femminile nelle loro vite è quella della bella e irruenta colf Yoli. La domestica diverrà poi interesse sentimentale dei tre amici, complicando la faccenda.

## Produzione
La sceneggiatura ripropone il tema della battaglia dei sessi, utilizzando i toni della commedia. Nel terreno di scontro tra uomini e donne si sfruttano argomenti di accusa disparati, riproponendo in chiave umoristica i principali stereotipi legati ai generi, come le abilità femminili alla guida, le dimensioni del membro maschile e il raggiungimento dell'orgasmo.
I tre protagonisti sono maschi bianchi eterosessuali, appartenenti alla classe sociale medio-alta, professionisti affermati dal punto di vista lavorativo; nei loro pensieri e nelle loro azioni, viene evidenziata l'eredità maschilista di un'ideologia patriarcale specchio di una società spagnola che esisteva ma che all'epoca della produzione del film stava cambiando volto: nella pellicola vengono rappresentati dal punto di vista maschile e da quello femminile fenomeni sociali quali il divorzio, la guerra per la custodia dei figli, la sessualità.
I quattro personaggi principali presero i nomi dei quattro sceneggiatori del film.

## Accoglienza
La pellicola ottenne un buon riscontro di pubblico, incassando al botteghino l'equivalente di 2 milioni e mezzo di euro. Fu inoltre apprezzata anche dalla critica.
Fu candidato in due categorie ai Premi Goya 1995, migliore attrice protagonista e migliore sceneggiatura originale, aggiudicandosi entrambe le statuette.
Il successo del film portò alla produzione di un'omonima serie televisiva, che andò in onda dal 1996 al 1998 per un totale di 67 episodi.

## Riconoscimenti
- 1995 - Premio Goya
  - Migliore sceneggiatura originale a Joaquín Oristrel, Yolanda García Serrano, Juan Luis Iborra e Manuel Gómez Pereira
  - Migliore attrice protagonista a Cristina Marcos

- 1995 - Medallas del Círculo de Escritores Cinematográficos
  - Migliore sceneggiatura originale a Joaquín Oristrel, Yolanda García Serrano, Juan Luis Iborra e Manuel Gómez Pereira

- 1995 - Premi Sant Jordi
  - Miglior attore in un film spagnolo a Juanjo Puigcorbé

- 1995 - Premios de la Unión de Actores y Actrices
  - Candidatura alla migliore attrice cinematografica a Cristina Marcos

- 1995 - Premios Turia
  - Migliore attrice cinematografica a Cristina Marcos

- 1994 - Festival Internacional de Cine de Comedia de Peñíscola
  - Miglior film
  - Miglior regista a Manuel Gómez Pereira
  - Migliore attrice a Cristina Marcos